# H-3 (Flugplatz)
Koordinaten: 32° 55′ 46″ N, 39° 44′ 38″ O

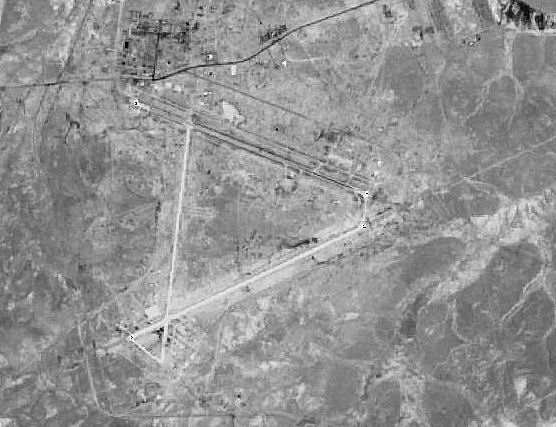
Flugplatz H-3

Der Flugplatz H-3 war ein großflächiger irakischer Luftwaffenstützpunkt im Wüstengebiet der al-Anbar-Provinz. Die Militärbasis liegt rund 58 km westlich von der Stadt ar-Rutba nahe der jordanischen Grenze.
Ursprünglich lag an H-3 eine Pumpstation der Mosul-Haifa-Pipeline, die über das Flugfeld versorgt werden sollte. Im Laufe der Zeit wurde das Fluggelände um zwei weitere Landebahnen (Südwest und Nordwest), Hardened Aircraft Shelter und unterirdische Anlagen erweitert.

## Militärische Bedeutung und Chemiewaffen
Der erste militärische Angriff auf H-3 erfolgte am 6. Juni 1967 durch die israelische Luftwaffe im Sechstagekrieg. Während des Ersten Golfkrieges wurde H-3 am 4. April 1981 von der iranischen Luftwaffe angegriffen, da Saddam Hussein seine strategischen Bomber auf H-3 positioniert hatte.
Gleich zu Beginn des Zweiten Golfkriegs am 17. Januar 1991 wurde H-3 von der US-Luftwaffe angegriffen. Die Vermutung, dass in den Gebäudekomplexen von H-3 chemische Waffen lagerten oder produziert wurden, konnte von der UNMOVIC verifiziert werden. H-3 beinhaltete eine Pilotanlage, die in den Jahren 1985 bis 1987 die Sarin-Vorstufen DMMP und MPF mit einer Kapazität von bis zu 500 kg pro Tag hergestellt hatte.
Im Jahr 1988 und im Jahr 1990 wurde dort MPF, Sarin und Cyclosarin produziert. Des Weiteren wurde auf H-3 NW + SW chemische Fliegerbomben des Typs R-400 gefunden, auf der H-3-Mainbase zusätzlich 250- und 500-kg-Fliegerbomben mit chemischem Inhalt.
Die Operation Desert Fox im Dezember 1998 hatte ebenfalls den H-3-Komplex als Ziel. Schon vor dem Irakkrieg war H-3 im September 2002 Ziel von Luftangriffen zur Durchführung der Flugverbotszone südlich des 33. Breitengrads über dem Irak. Ab dem 20. März 2003 war H-3 Ziel von Luftlandeoperationen der Special Forces im Rahmen des Irakkriegs, britische und australische Spezialeinheiten landeten auf H-3.
Heute wird das Flugfeld H-3 noch von Charterflügen genutzt.

Mosul-Haifa-Pipeline

## Zwischenfälle
- Am 11. Mai 1947 verunglückte eine Avro Lancastrian C.1 der britischen Skyways (Luftfahrzeugkennzeichen G-AGLF) bei der Landung auf dem Flugplatz H-3, einer Pipeline-Station in der Wüste zwischen Kairo und Basra. Alle vier Besatzungsmitglieder, die einzigen Insassen auf dem Frachtflug, überlebten den Unfall. Das Flugzeug wurde irreparabel beschädigt.[10]